# Teatro de la República (Querétaro)
El Teatro de la República es un edificio en el centro de la ciudad de Querétaro, lugar de importantes acontecimientos históricos para México.

## Construcción
Se inició su construcción en 1845, a iniciativa del gobernador del estado de Querétaro, Héctor Flores. La dirección fue encargada al arquitecto Camilo de San Germán, a quien sustituyó el ingeniero inglés Thomas Surplice. 
Es de sobrias líneas en el exterior y sencilla elegancia en el interior. Fue inaugurado el 2 de mayo de 1852 por el gobernador Ramón María Loreto de la Canal de Samaniego, presentándose la obertura "Iturbide", de Bonifacio Sánchez, y la obra "Por dinero baila el perro y por el pan si se lo dan". Originalmente fue llamado Gran Teatro de Iturbide, luego Teatro Iturbide, y desde 1922 Teatro de la República. En el teatro transcurrió buena parte de la vida social queretana de la segunda mitad del siglo XIX.

## Acontecimientos históricos

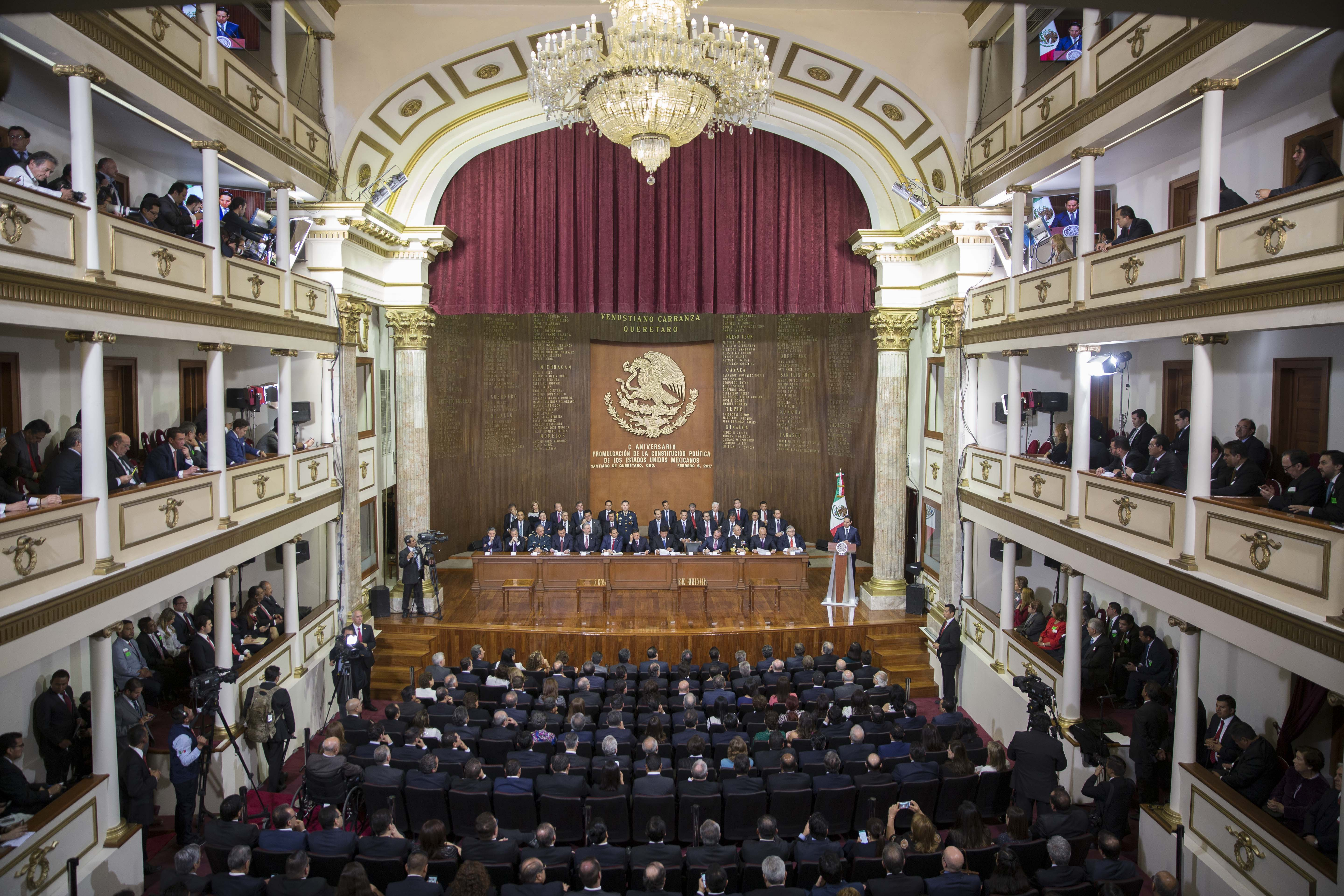
Teatro durante el 100 Aniversario de la Promulgación de la Constitución.

El 16 de septiembre de 1854 se estrena el Himno Nacional Mexicano en las instalaciones del teatro queretano.
En mayo y junio de 1867 fue lugar del consejo de guerra que enjuició y condenó a Maximiliano I de México, Miramón y Mejía. Realizado el juicio, el teatro volvió a cumplir con el objetivo para el que fue construido: enaltecer el arte. Muchas fueron las compañías que actuaron en su palco escénico.
El primero de diciembre de 1916 se iniciaron los debates del Congreso Constituyente en la sesión abierta por el presidente del Congreso, Luis Manuel Rojas, a la que concurrió el presidente Venustiano Carranza, quien, al entregar el proyecto de una nueva Constitución, pronunció un importante discurso. El 31 de enero de 1917, el Congreso Constituyente dio por terminadas sus labores y, en ese mismo acto, el presidente y los diputados juraron cumplir la Carta Magna. El 5 de febrero se proclamó oficialmente la Constitución Política de los Estados Unidos Mexicanos, aún vigente.
En el año 1921, el jurista José María Truchuelo, gobernador del estado, ordenó ciertos cambios que fueron encomendadas al ingeniero queretano Miguel Montes, tales como la ampliación del escenario, la construcción de los camerinos, la reconstrucción de las localidades altas y la substitución de las viejas puertas de madera por magníficas verjas de hierro, que fueron forjadas por modestos artífices locales. Al inaugurarse estas mejoras en ceremonia verificada el 5 de febrero de 1922, Truchuelo, con el acuerdo de la ciudadanía, sustituyó el nombre de “Teatro Iturbide” por “Teatro de la República”.
En 1929 se instaló la convención que formó el Partido Nacional Revolucionario (PNR), antecedente del Partido Revolucionario Institucional (PRI).
En 1933 fue formulado el primer Plan Sexenal para el primer periodo presidencial de 6 años

## Actualidad
Desde fines de los noventa es sede de la Orquesta Filarmónica de Querétaro y de selectos eventos culturales y políticos. En 2008 se retiraron de su fachada varias placas conmemorativas, dándole más vistosidad.
En el primer piso hay una pequeña galería con fotos y escritos de todos los constituyentes. En el escenario están inscritos en letras de oro los estados y sus diputados constituyentes de 1917.
El 5 de febrero de cada año hay una ceremonia oficial por el aniversario de la Constitución; generalmente asisten el presidente de México, congresistas, gobernadores y otros altos funcionarios.
El Teatro de la República está abierto al turista de 10:00 a. m. a 2:00 p. m., de lunes a sábado, con entrada libre.